# Li Po (krater)
Li Po är en nedslagskrater på planeten Merkurius, med en diameter på ungefär 126 kilometer.
1976 uppkallade den efter poeten Li Bai.